# 奎澤石頭
奎澤石頭（1962年—），本名石計生，生於台灣高雄市橋頭區，祖籍安徽省宿松。台灣中生代詩人、社會學學者，現任東吳大學社會學系教授、紫藤廬常任美學講座詩人。

## 學歷
石計生在高雄中學畢業後，考取國立台灣大學森林系，兩年後轉入經濟學系並以此畢業。畢業後，進入國立政治大學取得社會學碩士學位，而後至美國伊利諾大學芝加哥分校取得社會學博士學位。

## 爭議
2023年6月臺灣#MeToo運動期間，石計生遭東吳大學社會學系前助教指控性騷擾，經系主任通報校方性平會，由學校聯繫當事人啟動調查審理。石計生於112學年度第二學期持續授課，開設「歌流傳與台灣社會」、「社會學理論」、「後現代與當代社會專題討論」課程。

## 作品風格
台灣文學館作家作品目錄形容：「奎澤石頭的創作文類以論述、詩與散文為主。其詩作以時光流動為軸，細述社會與個人的惆悵，學院的背景，則使其詩呈現了一種智性的思考，於感受外另呈現了生命的厚度。」高中時期受楊牧影響，就讀台灣大學期間曾加入現代詩社，但詩歌的寫作真正開始於留學芝加哥時期，詩風常帶有社會學的觀點。
楊牧評論奎澤石頭的詩作，認為這種介於學者與詩人之間的創作者為「盧卡契黨人」。 有評論家指出兩人創作內在的關連：「奎澤的《孤獨的幾何》以楊牧詩的數學美學為題。」

## 作品

### 詩
- 《在芝加哥微光中》（書林，1999）
- 《海底裏開滿了花》（唐山，2001）
- 《時光飛逝》（唐山，2003）
- 《完整的他者》（唐山，2006）
- 《孤獨的幾何》（唐山，2010）
- 《曙光》（唐山，2015）

### 散文
- 《成為抒情的理由》（寶瓶，2005）
- 《就在木棉花開時：公館/溫羅汀的那個年代》（聯經，2006）

### 美學評論
- 《藝術與社會：閱讀班雅明的美學啟迪》（左岸文化，2003）
- 《閱讀魅影：尋找後班雅明精神》（群學，2007）

### 學術著作
- 《意識形態與台灣教科書：對於台灣中小學社會科學教科書之研究》（前衛，l993）
- 《馬克思理論與當代社會制度》（揚智，2000）
- 《宜蘭縣社會經濟發展史》（宜蘭縣政府，2000）
- 《地理資訊系統社會學》（儒林，2001）
- 《社會科學研究與SPSS資料分析：台灣資料庫的應用》（雙葉，2003）
- 《人文社會地理資訊系統：理論、資料與Major GIS解析》（儒林，2003）
- 《社會科學研究與SPSS資料分析：台灣資料庫的應用（二版）》（雙葉，2006）
- 《社會學理論：從古典到現代之後》（三民，2006）
- 《社會地理資訊系統—Arc GIS的研究與教學》（儒林，2007）
- 《時代盛行曲：紀露霞與台灣歌謠年代》（唐山，2014）

## 相關研究
- 簡政珍〈意象的書香--評奎澤石頭的詩集《時光飛逝》〉 （页面存档备份，存于）

- 蔣美華〈「詩化的現實」與「現實的抒情」：兩種長詩美學的參差對照〉 （页面存档备份，存于）

## 外部連結
- 石計生個人網站 （页面存档备份，存于）（繁體中文）
- 台灣作家作品目錄資料庫——奎澤石頭 （页面存档备份，存于）